# L’Arnera
L'Arnera – miejscowość w Hiszpanii, w Katalonii, w prowincji Girona, w comarce Alt Empordà, w gminie Darnius.
Według danych INE z 2005 roku miejscowość zamieszkiwały 23 osoby.